# Norvège aux Jeux olympiques d'été de 1932
La Norvège participe aux Jeux olympiques d'été de 1932 à Los Angeles. Les cinq athlètes norvégiens présents n'ont pas obtenu de médaille.

## Athlétisme
Courses
| Athlète           | Épreuve             | Séries       | Séries | Quarts-de-finale | Quarts-de-finale | Finale   | Finale |
| Athlète           | Épreuve             | Résultat     | Rang   | Résultat         | Rang             | Résultat | Rang   |
| ----------------- | ------------------- | ------------ | ------ | ---------------- | ---------------- | -------- | ------ |
| Hjalle Johannesen | 400 mètres masculin | 49 s 5       | 3e     | 49 s 3           | 5e (E)           | NC       | NC     |
| Hjalle Johannesen | 800 mètres masculin | 1 min 54 s 3 | 4e (E) | NC               | NC               | NC       | NC     |

Concours
| Athlète     | Épreuve           | Qualification | Qualification | Finale   | Finale |
| Athlète     | Épreuve           | Distance      | Rang          | Distance | Rang   |
| ----------- | ----------------- | ------------- | ------------- | -------- | ------ |
| Birger Haug | Saut en hauteur   | -             | -             | 1.83     | 9e     |
| Olav Sunde  | Lancer du javelot | -             | -             | 60.81    | 9e     |

## Lutte
| Athlète             | Compétition    | Qualifications       | Qualifications         | Qualifications      | Qualifications      | Qualifications | Finale              | Finale |
| Athlète             | Compétition    | Tour 1               | Tour 2                 | Tour 3              | Tour 4              | Rang           | Finale              | Rang   |
| Athlète             | Compétition    | Adversaire Résultat  | Adversaire Résultat    | Adversaire Résultat | Adversaire Résultat | Rang           | Adversaire Résultat | Rang   |
| ------------------- | -------------- | -------------------- | ---------------------- | ------------------- | ------------------- | -------------- | ------------------- | ------ |
| Lutte gréco-romaine |                |                      |                        |                     |                     |                |                     |        |
| Arild Dahl          | Moins de 72 kg | Børge Jensen Défaite | Ivar Johansson Défaite | /                   | /                   | 6              | /                   | /      |

## Natation
| Athlète         | Épreuve        | Séries       | Séries | Demi-finales | Demi-finales | Finale   | Finale |
| Athlète         | Épreuve        | Résultat     | Rang   | Résultat     | Rang         | Résultat | Rang   |
| --------------- | -------------- | ------------ | ------ | ------------ | ------------ | -------- | ------ |
| William Karlsen | 100 mètres dos | 1 min 13 s 7 | 3e     | 1 min 13 s 3 | 5e (E)       | NC       | NC     |